# Архипова, Елена Юрьевна
Елена Юрьевна Архипова (16 июля 1988, Мирный, Якутская АССР) — российская биатлонистка, призёр чемпионата России. Мастер спорта России.

## Биография
Выступала за Новосибирскую область и СДЮСШОР «Центр биатлона» (Новосибирск).
На юниорском уровне становилась серебряным призёром первенства России по биатлону в командной гонке (2009), победительницей первенства России по летнему биатлону (лыжероллеры) в эстафете в 2008 году.
На взрослом уровне трижды становилась призёром чемпионата России в гонке патрулей — серебряным в 2010 и 2012 годах и бронзовым — в 2011 году. В летнем биатлоне (кросс) стала серебряным призёром чемпионата страны в эстафете в 2011 году.
Завершила спортивную карьеру в 2012 году.
Окончила Сибирский государственный университет путей сообщения (Новосибирск, 2010).